# خاکی علیا (سیرجان)
خاکی علیا یک روستا در ایران است که در شهرستان سیرجان واقع شده‌است. خاکی علیا ۲۱ نفر جمعیت دارد.